# Topospora
Topospora is een geslacht van schimmels behorend tot de familie Godroniaceae. De typesoort is Topospora uberiformis.

## Soorten
Volgens Index Fungorum telt dit geslacht vier soorten (peildatum september 2023):
| Soortnaam             | Auteur(s)          | Publicatiejaar |
| --------------------- | ------------------ | -------------- |
| Topospora andromedae  | (Henn.) M. Morelet | 1969           |
| Topospora obturata    | (Fr.) B. Erikss.   | 1970           |
| Topospora proboscidea | (Fr.) Fr.          | 1849           |
| Topospora uberiformis | (Fr.) Fr.          | 1849           |